# پارک دریاچه بورون
پارک دریاچه بورون (به انگلیسی: Bowron Lake Provincial Park) یک پارک استانی و منطقهٔ مسکونی در کانادا است که در Cariboo Regional District واقع شده‌است.